# 1994년 대한민국의 영화 목록
다음은 1994년에 개봉됐던 대한민국의 영화 목록이다.

## 목록
- 49일의 남자
- B타임의 정사 4
- 거꾸로 가는 여자
- 게임의 법칙
- 결혼이야기 2
- 계약 커플
- 구미호
- 그리움엔 이유가 없다
- 나는 소망한다 내게 금지된 것을
- 너에게 나를 보낸다
- 대통령의 딸
- 두목
- 두여자 이야기
- 드라큐라 애마
- 라이 따이한
- 립스틱 그리고 남자의 사랑
- 마누라 죽이기
- 마당쇠와 언년이
- 만무방
- 매춘 4
- 무거운 새
- 복카치오 94
- 불의 태양
- 블루 시걸
- 비,여자 그리고 에로티시즘
- 비는 사랑을 타고
- 빨간앵두 8
- 사랑받는 여자
- 산딸기 6
- 산업적인
- 새알각하
- 선유락
- 세상 밖으로
- 슈퍼 차일드
- 아주 특별한 변신
- 암흑가의 황제
- 애마부인 10
- 어린 연인
- 연애는 프로,결혼은 아마츄어
- 오사카의 푸른 밤
- 우리가 진정 가야할 곳은
- 우리시대의 사랑
- 우연한 여행
- 유혹의 샘
- 잃어버린 욕망
- 자정이후
- 작은 거인
- 장미빛 인생
- 장미의 나날
- 절대사랑
- 젊은 남자
- 증발
- 지역구
- 짧은 시간 긴 시간
- 천하대장군
- 칠삭동이의 설중매
- 커피 카피 코피
- 키스도 못하는 남자
- 태백산맥
- 태양 속의 남자
- 티라노의 발톱
- 하몽하몽 서울
- 한줌의 시간속에서
- 해적
- 헐리우드 키드의 생애
- 휘모리

## 참고 자료
- KOFIC 영화데이터베이스